# No Woman Knows
No Woman Knows is een Amerikaanse dramafilm uit 1921 onder regie van Tod Browning. Destijds werd de film in Nederland uitgebracht onder de titel Als moeders eens wisten.

## Verhaal
De Joodse familie Brandeis heeft een winkel in Wisconsin. Het hele gezin moet veel offers brengen, zodat hun zoon Theodore in Dresden viool kan gaan studeren. Daar trouwt hij uiteindelijk met een waardeloos koormeisje. Intussen verhuist zijn zus Fanny naar Chicago. Ze wordt er een succesvolle zakenvrouw in een warenhuis. Nadat zijn vrouw hem heeft verlaten, keert Theodore met zijn zoon terug naar de Verenigde Staten om bij Fanny te gaan wonen.

## Rolverdeling
| Acteur                | Personage                    |
| --------------------- | ---------------------------- |
| Max Davidson          | Ferdinand Brandeis           |
| Snitz Edwards         | Mijnheer Bauer               |
| Grace Marvin          | Molly Brandeis               |
| Bernice Radom         | Fanny Brandeis (als kind)    |
| Danny Hoy             | Aloysius                     |
| E. Alyn Warren        | Rabbi Thalman                |
| Raymond Lee           | Theodore Brandeis (als kind) |
| Josef Swickard        | De Grote Schabelitz          |
| Richard Cummings      | Pastoor Ritzpatrick          |
| Joseph Sterns         | Clarence Hyle (als kind)     |
| Mabiel Julienne Scott | Fanny Brandeis               |
| John Davidson         | Theodore Brandeis            |
| Earl Schenck          | Clarence Hyle                |
| Stuart Holmes         | Michael Fenger               |